# Pristimantis factiosus
Espèce
Synonymes
- Eleutherodactylus factiosus Lynch & Rueda-Almonacid, 1998

Statut de conservation UICN

 LC  : Préoccupation mineure
Pristimantis factiosus est une espèce d'amphibiens de la famille des Craugastoridae.

## Répartition
Cette espèce est endémique du versant Est de la cordillère Centrale en Colombie. Elle se rencontre à Samaná dans le département de Caldas et à Anorí dans le département d'Antioquia entre 1 800 et 2 200 m d'altitude.

## Description
Les mâles mesurent de 17,9 à 21,8 mm et les femelles de 28,5 à 33,0 mm.

## Publication originale
- Lynch & Rueda-Almonacid, 1998 : Additional new species of frogs (genus Eleutherodactylus) from cloud forests of eastern Departamento de Caldas, Colombia. Revista de la Academia Colombiana de Ciencias Exactas Fisicas y Naturales, vol. 22, no 83, p. 287-298 (texte intégral).